# Sobral de São Miguel
Sobral de São Miguel is een plaats (freguesia) in de Portugese gemeente Covilhã en telt 686 inwoners (2001).